# Kalle Keituri
Kalle Keituri, né le 25 avril 1984 à Lahti, est un sauteur à ski finlandais, 

## Biographie
Il est licencié au Lahden Hiihtoseura.
En 2002, alors âgé de 17 ans, Keituri monte déjà sur des podiums en Coupe continentale, en championnat du monde junior, avec la médaille de bronze en individuel à Schonach et se fait sélectionner pour l'étape de Coupe du monde à Lahti, dont il prend la 19e place, ce qui lui attribue des points (top 30).
En novembre 2006, il signe son premier résultat dans le top dix en Coupe du monde avec une neuvième place à Ruka, performance qu'il réédite un an plus tard au même lieu. De nouveau à Ruka, il remporte sa première compétition par équipes dans la Coupe du monde en compagnie de Ville Larinto, Harri Olli et Matti Hautamäki.
C'est lors de l'hiver 2008-2009 que Keituri effectue sa saison la plus accomplie, terminant 22e de la Coupe du monde, grâce à plusieurs top dix dont une quatrième place à Sapporo et une deuxième victoire par équipes à Oberstdorf. Il est alors sélectionné pour les Championnats du monde à Liberec, où il est 29e et 31e en individuel.
En 2010, il prend part aux Jeux olympiques de Vancouver, se classant 22e au petit tremplin et quatrième à l'épreuve par équipes. Cet hiver, il est au mieux douzième en individuel dans la Coupe du monde et monte sur deux podiums avec ses coéquipiers. En août 2010, il est tout de même troisième du concours d'Hinterzarten comptant pour le Grand Prix d'été, où l'élite s'affronte. Il remporte ensuite le titre de champion de Finlande en individuel et par équipes.
2010-2011 est son ultime saison complète dans la Coupe du monde, où il fait ses adieux devant son public à Lahti en mars 2012.
Il continuer à sauter jusqu'en 2013-2014, prenant part à des concours de la Coupe continentale et annonce sa retraite sportive en 2016. Il a commencé à étudier en 2011 à Muotsika et est diplômé en 2015. Il fréquente ensuite le Royal College of Art à Londres au Royaume-Uni et obtient son master. Il ensuite engagé par Rolls-Royce en tant que designer d'automobiles à Chichester.

## Palmarès

### Jeux olympiques
| Épreuve / Édition | Vancouver 2010 |
| Petit tremplin    | 22e            |
| Par équipes       | 4e             |

### Championnats du monde
| Épreuve / Édition | Liberec 2009 |
| Petit tremplin    | 29e          |
| Grand tremplin    | 31e          |
| Par équipes       | 6e           |

### Coupe du monde
- Meilleur classement général : 21e en 2009.
- Meilleur résultat individuel : 4e.
- 6 podiums en épreuve par équipes, dont 2 victoires.

#### Classements généraux annuels
| Année | Rang |
| 2002  | 65e  |
| 2003  | 81e  |
| 2005  | 58e  |
| 2007  | 58e  |
| 2008  | 49e  |
| 2009  | 21e  |
| 2010  | 34e  |
| 2011  | 61e  |

### Championnats du monde junior
- Médaille d'or par équipes en 2002 à Schonach.
- Médaille de bronze du tremplin normal en 2002.

### Festival olympique de la jeunesse européenne
- Médaille d'or par équipes en 2001 à Vuokatti.

### Grand Prix
- 8e du classement général en 2010
- 1 podium individuel.

### Coupe continentale
- 1 victoire.